# Comandancias
Comandancias es un programa de televisión de género docu-reality que sigue y graba a agentes de la Guardia Civil de diversas ciudades de España durante las patrullas y otras actividades policiales.

## Sinopsis
La guardia civil llega a la Sexta de la mano de Comandancias, un nuevo factual que muestra el trabajo de Unidades especializadas de este cuerpo moderno, que utiliza la última tecnología capaz de combatir y prevenir los delitos más sofisticados con técnicas e infraestructuras equiparables a los cuerpos de seguridad más elitistas del mundo, que permanece atento a las necesidades de la población civil y que ha sabido evolucionar creciendo y desarrollándose como una pieza indispensable de la sociedad. A través de Comandancias, los telespectadores verán cómo se trabaja en este cuerpo, siguiendo el día a día de los miembros de la Guardia Civil pero también centrándose en el trabajo de las diferentes unidades operativas, su investigación y la resolución de diferentes casos, la relación entre compañeros y las sinergias con otros cuerpos de seguridad. Las cámaras del programa han grabado durante seis meses 50 operaciones en toda España y en diferentes grupos operativos como UCO (Unidad Central Operativa) SEPRONA o Unidades de UTPJ (unidades de policía Judicial) desde el inicio de la investigación hasta su conclusión. El programa ha acompañado a los agentes en la resolución de investigaciones de asesinato, tráfico de drogas, contra mafias de blanqueo de dinero y extorsión, redes internacionales de robos de coches o trata de blancas pero sin olvidar el trato directo con el ciudadano en casos de menores o de violencia de género. Además, Comandancias es testigo de privilegio del decomiso de una de las mayores cantidades de hachís y marihuana en alta mar en las aguas del Estrecho..

## Episodios
| N.º (serie) | Título                                                                            | Fecha de emisión        | Audiencia        |
| ----------- | --------------------------------------------------------------------------------- | ----------------------- | ---------------- |
| 1           | «Red de trata de blancas de origen chino»                                         | 3 de diciembre de 2015  | 1 324 000 (7,0%) |
| 2           | «Red ilegal de peleas de gallos»                                                  | 10 de diciembre de 2015 | 1 195 000 (6,2%) |
| 3           | «Robo de vehículos de alta gama»                                                  | 10 de diciembre de 2015 | 826 000 (6,0%)   |
| 4           | «Narcolanchas, el negocio de la droga»                                            | 17 de diciembre de 2015 | 1 169 000 (6,3%) |
| 5           | «La búlgara y la caja fuerte»                                                     | 17 de diciembre de 2015 | 952 000 (6,9%)   |
| 67          | «Un cadáver en el asalto a una vivienda / Operación mercadillos de falsificación» | 7 de enero de 2016      | 782 000 (4,4%)   |
| 8           | «El timo de los falsos secuestros virtuales»                                      | 14 de enero de 2016     | 1 006 000 (5,1%) |